# C.J. Sanders
C. J. Sanders (ur. 18 września 1996) – amerykański dziecięcy aktor. Do jego dwóch najważniejszych ról należą: występ w filmie Ray (grał wtedy młodego Raya Charlesa) oraz rola w serialu Sześć stóp pod ziemią (zagrał Anthony'ego Charlesa-Fishera). 
C. J. posiada własną organizację non-profit, CJ’s Gift Foundation.